# Grup de Foc de Nou Barris
El Grup de Foc de Nou Barris és una entitat creada el 1981 amb el nom de Colla de Diables de Nou Barris, una formació dedicada a la promoció i difusió de les festes tradicionals de foc. L'entitat és constituïda en forma d'associació sense ànim de lucre i té la seu social a l'Ateneu Popular de Nou Barris.

## Components
Els Banyuts de Nou Barris són els nens que integren la secció infantil de la colla de diables. I hi ha una altra secció, La Perku, dedicada a la música de percussió, que alhora disposa d'un grup infantil de músics, la Nostra Perku.
El Baró és una de les bèsties de foc de l'associació i l'any 2005 se li va afegir un altre drac, la Trini, que els membres del grup consideren filla del Baró i de la Mery, el drac del barri de la Guineueta.

## Actuacions
El grup participa molt intensament en la vida festiva del districte. Actua en gairebé tots els esdeveniments festius, com ara la Festa Major de Nou Barris, la Cultura va de Festa i el festival de foc de Nou Barris, conegut per Trinitàrium, un acte propi que es fa escaure amb la festa de la Trinitat Nova. Fora del districte, també hi són habituals, els seus espectacles. Cada any pren part en el correfoc de la Festa Major de Barcelona i en espectacles de foc de les festes de barri de la ciutat i de moltes localitats de tot Catalunya. Una de les actuacions més destacades de l'entitat va ser la de la cerimònia de clausura dels Jocs Olímpics de Barcelona 1992. Entre els reconeixements que ha rebut el Grup de Foc de Nou Barris, hi ha la Medalla d'Honor de Barcelona, atorgada l'any 2005.